# Jean Krillé
Jean Krillé, auch Hans Krille (* 13. Juli 1923 in Zürich; † 9. Februar 1991 in Mont-sur-Rolle) war ein Schweizer Maler, Grafiker, Zeichner, Illustrator und Architekt.

## Leben und Werk
Jean Krillé wurde vom Schriftsteller Otto Krille 1948 adoptiert.
Krillé besuchte ab 1939 die Kunstgewerbeschule Zürich. Seine Lehrer waren Max Gubler und Johannes Itten. Anschliessend studierte er Kunstgeschichte an der Universität Bern und lernte den Kunstsammler Hermann Rupf kennen. 
Ab 1945 lebte Jean Krillé in Paris, wo er die École nationale supérieure des Beaux-Arts besuchte und parallel ein Architekturstudium begann. Zudem schrieb Krillé Reportagen für verschiedene Zeitungen und arbeitete als Buchillustrator, Werbegrafiker und Zeichner. In Paris verkehrte er mit den Existenzialisten von Saint-Germain wie Jacques Prévert, Jean-Paul Sartre und Le Corbusier. 
Jean Krillé lebte ab 1950 in London und Richmond. 1953 wurde er Partner eines Unternehmens in München, das historische Gebäude renovierte. Krillé eröffnete 1955 sein eigenes Architekturbüro in Genf. In der Folge konnte er sich finanziell unabhängig machen und sich der Malerei widmen sowie zahlreiche Reisen unternehmen.
Jean Krillé Werke finden sich in öffentlichen wie in privaten Sammlungen im In- und Ausland.